# 호두차
호두차는 호두를 이용하여 만든 차이다.
고단백, 고영양 식품으로, 적당량을 마시는 것이 좋다. 호두는 신라 시대의 기록에서도 찾아볼 수 있으며, 고려 시대에 원나라에서 묘목과 열매를 가져왔다는 기록이 있다. 호두차는 호두 외에 잣, 아몬드, 율무, 대추 등 다양한 재료와 함께 만들어 마시기도 한다. 호두와 아몬드는 비타민B가 풍부한 호두와 비타민E, 항산화 성분이 풍부한 아몬드를 함께 섭취하면 혈액 순환 개선과 피부 건강에 도움이 될 수 있다. 율무는 식이섬유가 풍부하여 소화를 돕고 변비 예방에 효과가 있으며, 피로 회복과 피부 건강 증진에도 도움을 줄 수 있다. 대추와 함께 끓이면 대추의 단맛과 호두의 고소함을 함께 즐길 수 있다.
호두차는 따뜻하게 마시는 것이 일반적이지만, 차갑게 식혀 아이스차로 즐길 수도 있다. 시판되는 호두차 제품은 대부분 가루 형태로 되어 있으며, 물이나 우유에 타서 마신다. 호두는 불포화지방산이 풍부하여 콜레스테롤 수치를 개선하고 혈관 건강 유지에 도움을 줄 수 있다. 또한 항산화제와 오메가3가 풍부하여 세포 손상을 방지하고 노화를 지연시키는 데 도움을 줄 수 있다. 단백질과 비타민B가 함유되어 소화기 기능 강화에도 좋다. 하지만 칼로리가 높은 편이므로 체중 관리 중이라면 섭취량을 조절하는 것이 좋다. 과다 섭취 시 설사를 유발할 수 있다.